# 시모이사카역
시모이사카역(일본어: 下井阪駅, しもいさかえき)은 일본 와카야마현 기노카와시에 있는 서일본 여객철도의 철도역이다.

## 역 구조
1면 1선 구조의 지상역으로, 정류소로 취급되고 있다. 하시모토 역이 관리하는 무인역이다.

## 역사
- 1938년 7월 15일 - 일본국유철도 와카야마 선 우치타 역 ~ 이와데 역 사이에 개업.
- 1987년 4월 1일 - 민영화에 따라 서일본 여객철도의 소속이 되었다.

## 인접역
| 서일본 여객철도 와카야마 선 | 서일본 여객철도 와카야마 선 | 서일본 여객철도 와카야마 선 |
| --------------------------- | --------------------------- | --------------------------- |
| 우치타 오지 방면            | ■ 와카야마 선               | 이와데 와카야마 방면        |